# Amore con la S maiuscola
Amore con la S maiuscola è un film del 2002 diretto da Paolo Costella.

## Trama
Angelo è sposato con Isabel, una bellissima ragazza brasiliana, che per amore ha rinunciato a fare la modella, ed è il proprietario di un ristorante vegetariano chiamato "La Luna Blu" a Milano. Un giorno però il locale fallisce, così Angelo decide di ritornare nella sua città natale con sua moglie. Arrivato a Cava de' Tirreni viene accolto dal suo migliore amico Gaetano e da sua moglie Carmela, e torna ad abitare nel condominio dove i due sono diventati amici. Angelo viene a sapere che Gaetano possiede anch'egli un locale notturno con spettacoli di strip tease.
I soldi per finanziare il locale Gaetano li trova grazie ad un'agenzia di prestiti consigliata da Angelo, che però chiede il 49% dei guadagni. Si viene a sapere tuttavia che l'agenzia non esiste e che Angelo prende la percentuale di soldi; adesso è pentito e cerca di confidarsi con l'amico senza però riuscirci. Nel frattempo i rapporti tra marito e moglie delle due coppie vengono a deteriorarsi, così Gaetano comincia a frequentarsi segretamente con Isabel e Angelo con Carmela.
Angelo scoprendo la relazione tra la moglie e l'amico, decide di organizzare uno scambio di coppie. La cosa avviene ma senza risultato poiché ogni moglie o marito pensa al suo attuale partner. Dopo lo scambio di coppie Angelo decide di confessare il reato all'amico, che prende male la confessione e ci litiga. Quest'ultimo decide, così, di tornare a Milano lasciando Gaetano, ma all'ultimo momento torna indietro, presentandosi a sorpresa nel suo locale come presentatore, aiutandolo nello spettacolo e diventando di nuovo suo amico.